# Södviks sjömarker
Södviks sjömarker är ett naturreservat i Borgholms kommun i Kalmar län.
Området är naturskyddat sedan 2001 och är 79 hektar stort. Reservatet består av betade sjömarker och lite högre upp mer vanlig betesmark. 